# Tabea Sellner
Tabea Sellner (geboren: Waßmuth) (Gießen, 25 augustus 1996) is een Duitse voetbalster die uitkomt voor VfL Wolfsburg in de Flyeralarm Frauen-Bundesliga. Ze maakt ook deel uit van de nationale voetbalselectie van Duitsland. Als aanvalster wordt ze geroemd om haar snelheid. Ze speelt bij voorkeur op de rechtervleugel.

## Clubcarrière
De voetbalcarrière van Tabea Sellner begon als vijfjarige bij Karlsruher SV. In de eerste jaren speelde ze in het jongensteam waarvan haar moeder de trainster was. In het seizoen 2008/09 maakte ze de overstap naar de junioren van TSG Hoffenheim. Ze zou twaalf jaar bij deze club blijven. Via de junioren, de onder-17 selectie en het tweede elftal werkte ze zich op tot een vaste kracht in het eerste elftal. Na afloop van het seizoen 2020/21, waarin TSG Hoffenheim zich plaatste voor voorronde van de Champions League, maakte ze de overstap naar VfL Wolfsburg.
Op 15 februari 2015 maakte Sellner  haar debuut in de Frauen-Bundesliga in de thuiswedstrijd van TSG Hoffenheim tegen Bayern München. Het bleef bij één enkele wedstrijd, totdat ze in het seizoen 2016/17 werd toegevoegd aan de A-selectie van TSG Hoffenheim. Op 18 december 2016 maakte ze haar eerste doelpunt in de Frauen-Bundesliga (0-3 tegen Borussia Mönchengladbach).
In het seizoen 2021/22 ontpopte Sellner zich als de doelpuntenmachine van VfL Wolfsburg in de Women's Champions League. In dat seizoen scoorde ze 10 Champions League-goals voor VfL Wolfsburg.

## Internationale carrière
In de EK-kwalificatiewedstrijd tegen Montenegro op 22 september 2020 maakte Sellner haar debuut in het Duitse nationale voetbalelftal. Haar eerste twee interlanddoelpunten scoorde ze in het met 3-1 gewonnen EK-kwalificatieduel tegen Ierland op 1 december 2021. De Duitse voetbalfans riepen haar na afloop uit tot vrouw van de wedstrijd.
Sellner maakte deel uit van de selectie van het Duitse nationale elftal voor het EK van 2022. Ze speelde in vier wedstrijden, waaronder de met 2-1 verloren finale tegen Engeland.

## Ontwikkeling
Karakteristiek voor de voetbalcarrière van Tabea Sellner is haar langzame maar onstuitbare ontwikkeling. Zonder dat ze ooit uitkwam voor een nationaal jeugdteam, maakte ze pas als 24-jarige haar debuut als international. Plezier in het spel is voor haar de sleutel tot succes: "Ik heb altijd ongelooflijk veel plezier beleefd aan voetbal. Daarom ben ik er steeds verder mee gegaan en werd ik steeds beter." Daarnaast gaf TSG Hoffenheim haar vertrouwen en tijd: "Bij TSG kreeg ik de kans me langzaam te ontwikkelen. Persoonlijk had ik dat nodig. Het was een lange, maar vooral leerrijke en fantastische tijd."

## Persoonlijk
Gelijktijdig met haar afscheid van TSG Hoffenheim voltooide Tabea Sellner haar master psychologie aan de Universiteit van Mannheim. Haar voetbalcarrière bij VfL Wolfsburg combineert ze met promotieonderzoek naar de revalidatie van patiënten met een cerebrovasculaire aandoening (beroerte).

## Erelijst
- 2012: Kampioenschap van de B-junioren (TSG Hoffenheim)[2]
- 2014: Promotie naar de Tweede Frauen-Bundesliga (TSG Hoffenheim II)[2]
- 2022: Kampioenschap van de Frauen-Bundesliga[10]
- 2022: Winnaar Duitse beker[10]

## Statistieken
De volledige wedstrijdstatistieken van Tabea Sellner:
- Spelersprofiel van Tabea Sellner op Soccerdonna
- Spelersprofiel van Tabea Sellner op de website van de Duitse voetbalbond